# Czynności bankowe
Czynności bankowe – czynności (usługi), które zgodnie z prawem mogą być realizowane przez banki.
Wyróżniamy czynności, które są prawnie zarezerwowane wyłącznie dla banków (inni przedsiębiorcy, podejmując się próby oferowania czynności zarezerwowanych dla banków, mogą zostać ukarani grzywną do 5 mln zł lub karą pozbawienia wolności do lat trzech). Do tej grupy należą:
- przyjmowanie wkładów pieniężnych płatnych na żądanie lub z nadejściem oznaczonego terminu oraz prowadzenie rachunków tych wkładów;
- prowadzenie innych rachunków bankowych;
- udzielanie kredytów;
- udzielanie i potwierdzanie gwarancji bankowych oraz otwieranie i potwierdzanie akredytyw;
- emitowanie bankowych papierów wartościowych;
- przeprowadzanie bankowych rozliczeń pieniężnych;
- wykonywanie innych czynności przewidzianych wyłącznie dla banku w odrębnych ustawach.

Zgodnie z prawem bankowym żadne inne podmioty niebędące bankami nie mogą w swoich nazwach używać słowa „bank” lub „kasa”, chyba że nazwa ta wskazuje, że prowadzona działalność nie jest bezpośrednio związana z obrotem pieniędzmi (stąd nazwy typu bank krwi, bank pomysłów, bank dawców szpiku, bank danych) są nazwami jak najbardziej prawidłowymi.
Dodatkowo banki mogą oferować również usługi, na które nie mają pełnego monopolu i gdzie o klientów muszą rywalizować z innymi przedsiębiorstwami. Do takich usług zaliczają się:
- udzielanie pożyczek pieniężnych,
- operacje czekowe i wekslowe oraz operacje, których przedmiotem są warranty,
- świadczenie usług płatniczych oraz wydawanie pieniądza elektronicznego,
- terminowe operacje finansowe,
- nabywanie i zbywanie wierzytelności pieniężnych,
- przechowywanie przedmiotów i papierów wartościowych oraz udostępnianie skrytek sejfowych,
- prowadzenie skupu i sprzedaży wartości dewizowych,
- udzielanie i potwierdzanie poręczeń,
- wykonywanie czynności zleconych, związanych z emisją papierów wartościowych,
- pośrednictwo w dokonywaniu przekazów pieniężnych oraz rozliczeń w obrocie dewizowym,
- obejmowanie lub nabywanie akcji i prawa z akcji, udziałów innej osoby prawnej i jednostek uczestnictwa w funduszach inwestycyjnych;
- zaciąganie zobowiązań związanych z emisją papierów wartościowych;
- dokonywanie obrotu papierami wartościowymi;
- dokonywanie, na warunkach uzgodnionych z dłużnikiem, zamiany wierzytelności na składniki majątku dłużnika;
- nabywanie i zbywanie nieruchomości;
- świadczenie usług konsultacyjno-doradczych w sprawach finansowych;
- świadczenie usług certyfikacyjnych w rozumieniu przepisów o podpisie elektronicznym, z wyłączeniem wydawania certyfikatów kwalifikowanych wykorzystywanych przez banki w czynnościach, których są stronami;
- świadczenie innych usług finansowych;
- wykonywanie innych czynności, jeżeli przepisy odrębnych ustaw uprawniają je do tego.